# Abitur in Hamburg
Das Abitur in Hamburg wird am Ende der zweijährigen Studienstufe vergeben. Am Gymnasium umfasst diese die Jahrgangsstufen 11 und 12, an den Stadtteilschulen die Stufen 12 und 13. Die Studienstufe entspricht der Qualifikationsphase der gymnasialen Oberstufe.

## Studienstufe
Die Studienstufe umfasst zwei Schuljahre mit jeweils zwei Semestern (Halbjahre) in einem Schuljahr. Hier stellen die Schulen Profilbereiche zur Wahl, aus denen die Schüler einen wählen. Die Profilbereiche haben entweder einen sprachlichen, naturwissenschaftlich-technischen, gesellschaftswissenschaftlichen, künstlerischen oder sportlichen Schwerpunkt. Sie bestehen immer aus den drei Kernfächern Deutsch, Mathematik und einer Fremdsprache sowie einem oder zwei profilgebenden Fächern sowie zwei oder drei profilbegleitenden Fächern. In fast jedem Profil wird darüber hinaus noch ein Seminar eingerichtet, das besucht werden muss.

### Belegungspflicht
Neben den drei Kernfächern und dem Seminar, sofern dieses im gewählten Profil eingerichtet wurde, sind folgende Fächer in der Studienstufe verpflichtend zu belegen:
- Kunst, Musik oder Theater
- Geschichte, Geographie oder Politik/Gesellschaft/Wirtschaft (PGW)
- eine Naturwissenschaft
- Religion oder Philosophie
- Sport

### Anforderungsniveaus der Kurse
Der Fachunterricht in der Studienstufe wird auf zwei unterschiedlichen Anforderungsniveaus erteilt: dem grundlegenden und dem erhöhten Anforderungsniveau. Der Unterricht auf dem grundlegenden Niveau vermittelt den Schülerinnen und Schülern Kenntnisse grundlegender Arbeitsweisen sowie Einblicke in die wichtigsten Zusammenhänge des jeweiligen Fachs. Dieses Niveau ist darauf ausgerichtet, ein solides Grundverständnis zu schaffen, das für die Allgemeinbildung wesentlich ist.
Auf dem erhöhten Anforderungsniveau wird hingegen ein vertieftes Verständnis des jeweiligen Faches angestrebt. Hierbei liegt der Fokus nicht nur auf der Erweiterung des Fachwissens, sondern auch auf der intensiven Auseinandersetzung mit wissenschaftlichen Methoden und komplexeren Inhalten. Das erhöhte Anforderungsniveau soll umfassender auf das Studium oder eine anspruchsvolle berufliche Laufbahn vorbereiten.
In der Regel werden 2 Kernfächer sowie das profilgebende Fach auf erhöhtem Anforderungsniveau belegt, wobei das dritte Kernfach sowie das profilbegleitende Fach auf beiden Niveaus unterrichtet werden können.

## Abiturprüfungen

### Schriftliche Prüfungen
Nach dem vierten Semester der Studienstufe finden die Abiturprüfungen statt. Drei Fächer werden schriftlich geprüft. Die schriftlichen Abiturprüfungen der Fächer auf erhöhtem Anforderungsniveau dauern fünf Zeitstunden, während man für die Fächer auf grundlegendem Anforderungsniveau vier Stunden Zeit hat. Mindestens eines der Kernfächer auf erhöhten Anforderungsniveau sowie das profilgebende Fach müssen schriftlich geprüft werden.

### Mündliche Prüfungen
Die vierte Prüfung erfolgt in der Regel als mündliche Prüfung, kann aber auch durch eine Präsentation ersetzt werden. Außerdem hat man die Möglichkeit, sich freiwillig in einer 5. Prüfung in Form einer Besonderen Lernleistung prüfen zu lassen.

## Abiturnote
Die Abiturnote setzt sich aus den erreichten Leistungen während der Studienstufe und in den Abiturprüfungen zusammen.

### Block I – Ergebnisse aus der Studienstufe
Mindestens 32 Semesterergebnisse müssen hier eingebracht werden. Darüber hinaus können beliebig viele weitere Ergebnisse, bis zu einer maximalen Anzahl von 40 Semesterergebnissen, eingebracht werden. Mindestens 200 von maximal 600 möglichen Punkten müssen in diesem Block erreicht werden, um das Abitur zu bestehen.
Verpflichtend einzubringen sind die Ergebnisse aus jeweils 4 Semestern der Studienstufe in folgenden Fächern:
1. alle Kernfächer
2. das Profilgebende Fach, an dem sich die Abiturprüfung im Profilbereich orientiert
3. das Abiturprüfungsfach, das nicht bereits nach Nummer 1 oder 2 einzubringen ist
4. ein künstlerisches Fach
5. Geschichte, PGW oder Geografie
6. eine Naturwissenschaft

Die Ergebnisse des profilgebenden Fachs und eines Kernfachs, das Abiturprüfungsfach ist und auf erhöhtem Anforderungsniveau unterrichtet wurde, gehen in doppelter Wertung in die Gesamtqualifikation ein. Nicht mehr als ein Fünftel der eingebrachten Ergebnisse darf mit weniger als 5 Punkten in einfacher Wertung bewertet worden sein, kein Ergebnis darf 0 Punkte betragen.  Zur Berechnung des Gesamtergebnisses werden die Punkte aller eingebrachten Ergebnisse addiert und mit dem Faktor 40 multipliziert. Dabei werden doppelt gewertete Ergebnisse mit der doppelten Punktzahl gerechnet. Das Produkt wird durch die Anzahl der eingebrachten Ergebnisse dividiert. Doppelt gewertete Ergebnisse werden auch hierbei doppelt gerechnet.

### Block II – Ergebnisse aus der Abiturprüfung
Alle Ergebnisse der Abiturprüfung gehen in die Abiturnote ein und werden fünffach gewertet, sofern 4 Abiturprüfungen abgelegt wurden. Wenn eine Besonderen Lernleistung erbracht wurde und diese nicht in Block I eingebracht wird, kann sie in Block II als 5. Prüfung gewertet werden, dann werden die fünf Ergebnisse jeweils vierfach gewertet. Mindestens 100 von maximal 300 möglichen Punkten müssen in den Abiturprüfungen zum Bestehen erreicht werden, in zwei Fächern, darunter mindestens eines auf erhöhtem Anforderungsniveau, müssen jeweils 5 Punkte erreicht werden.
Die Gesamtpunktzahl erhält man durch Addition beider Blöcke und rechnet diese anhand der Punktetabelle in die Abiturnote um.
| 300     | 4,0 |         |     |         |     |
| 301–318 | 3,9 | 481–498 | 2,9 | 661–678 | 1,9 |
| 319–336 | 3,8 | 499–516 | 2,8 | 679–696 | 1,8 |
| 337–354 | 3,7 | 517–534 | 2,7 | 697–714 | 1,7 |
| 355–372 | 3,6 | 535–552 | 2,6 | 715–732 | 1,6 |
| 373–390 | 3,5 | 553–570 | 2,5 | 733–750 | 1,5 |
| 391–408 | 3,4 | 571–588 | 2,4 | 751–768 | 1,4 |
| 409–426 | 3,3 | 589–606 | 2,3 | 769–786 | 1,3 |
| 427–444 | 3,2 | 607–624 | 2,2 | 787–804 | 1,2 |
| 445–462 | 3,1 | 625–642 | 2,1 | 805–822 | 1,1 |
| 463–480 | 3,0 | 643–660 | 2,0 | 823–900 | 1,0 |

## Belege
1. ↑  Die Studienstufe an allgemeinbildenden Schulen. Abgerufen am 7. Dezember 2017.
2. 1 2  Ausbildungs- und Prüfungsordnung zum Erwerb der allgemeinen Hochschulreife (APO-AH). Abgerufen am 4. Januar 2024.
3. ↑  Reiner Lehberger, Hans-Peter de Lorent: Schulen in Hamburg: Ein Führer durch Aufbau und Geschichte des Hamburger Schulwesens. Hamburg 2012, ISBN 978-3-921174-23-4, „Kapitel 3.6 Die Studienstufe an allgemeinbildenden Schulen“, S. 83–88 (Erstausgabe: Brunswiker & Reuter).
4. 1 2 3  Ausbildungs- und Prüfungsordnung zum Erwerb der allgemeinen Hochschulreife (APO-AH) vom 25. März 2008 zuletzt geändert am 26. Oktober 2022. Behörde für Schule und Berufsbildung, abgerufen am 1. Juli 2024. S 26–28, Abschnitt V Abschlüsse und Qualifikationen: § 32 Allgemeine Hochschulreife.
5. ↑  Vereinbarung zur Gestaltung der gymnasialen Oberstufe und der Abiturprüfung (Beschluss der KMK vom 07.07.1972 i. d. F. vom 16.03.2023). Kultusministerkonferenz, abgerufen am 1. Juli 2024. S. 25, Anlage 4: Tabelle zur Errechnung der Abiturdurchschnittsnote (N) aus der Punktzahl des Gesamtergebnisses (E).